# معدن (مشکان)
معدن روستایی در دهستان مشکان بخش مشکان شهرستان نی‌ریز استان فارس می‌باشد.

## شغل اهالی
اهالی روستای معدن مشکان به شغل دامداری و کشاورزی مشغول هستند. این روستا در کنار باغ‌ها و مزرعه معدن برپا شده است.

## جمعیت
جمعیت این روستا در سرشماری عمومی نفوس و مسکن سال ۱۳۹۵ برابر  با ۱۲۰ نفر (۳۸ خانوار) بوده‌است.

## موقعیت جغرافیایی
این روستا در کنار جاده مشکان به یزد و در ۵ کیلومتری شمال شهر مشکان واقع شده است و فاصله آن با مرکز شهرستان نی ریز ۷۰ کیلومتر است.